# Téa Leoni
Téa Leoni, nome artístico de Elizabeth Téa Pantaleoni (Nova Iorque, 25 de fevereiro de 1966) é uma atriz norte-americana. Seu primeiro papel de destaque foi no filme Bad Boys (1995). A partir daí, teve papéis principais em filmes como Deep Impact (1998), The Family Man (2000), Jurassic Park III (2001), Spanglish (2004) e Fun with Dick and Jane (2005).
De 2014 a 2019, estrelou o série dramática Madam Secretary  como Elizabeth McCord, exibida pelo CBS.

## Biografia
Entre seus trabalhos em cinema e TV estão Uma Equipe Muito Especial, Uma Linda Condessa, Wyatt Earp, Arquivo X (convidada na série de TV), Frasier (convidada na série de TV), Os Bad Boys, Impacto Profundo, The Naked Truth (protagonista na série de TV, como Nora Wilde), Jurassic Park III, As Loucuras de Dick e Jane, e Um Homem de Família (com Nicolas Cage).

## Vida pessoal
Téa foi casada com o ator David Duchovny por 14 anos, com quem tem dois filhos, Madelaine West Duchovny e Kyd Miller Duchovny. O casal separou-se em 2011 e o divórcio foi finalizado em 2014.
Leoni começou a namorar o ator Tim Daly, com quem contracenou em Madam Secretary, em dezembro de 2014.
O asteróide 8299 Téaleoni, descoberto por Eric Elst em La Silla em 1993, recebeu o nome de Leoni.

## Filmografia
| Filmes    | Filmes                         | Filmes                   | Filmes                     |
| Ano       | Título                         | Papel                    | Notas                      |
| --------- | ------------------------------ | ------------------------ | -------------------------- |
| 2025      | Death of a Unicorn             |                          |                            |
| 2011      | Tower Heist                    | Claire Denham            |                            |
| 2009      | The Smell of Success           | Rosemary Rose            |                            |
| 2008      | Ghost Town                     | Gwen                     |                            |
| 2007      | You Kill Me                    | Laurel Pearson           |                            |
| 2005      | As Loucuras de Dick & Jane     | Jane Harper              |                            |
| 2004      | Espanglês                      | Deborah Clasky           |                            |
| 2004      | Reflexos da Amizade            | Sra. Warshaw             |                            |
| 2002      | O Articulador                  | Jilli Hopper             |                            |
| 2002      | Dirigindo no Escuro            | Ellie                    |                            |
| 2001      | Jurassic Park III              | Amanda Kirby             |                            |
| 2000      | Um Homem de Família            | Kate Reynolds            |                            |
| 1998      | There's No Fish Food in Heaven | Landeene                 |                            |
| 1998      | Impacto Profundo               | Jenny Lerner             |                            |
| 1996      | Procurando Encrenca            | Tina Kalb                |                            |
| 1995      | Os Bad Boys                    | Julie Mott               |                            |
| 1994      | Wyatt Earp                     | Sally                    |                            |
| 1994      | Uma Linda Condessa             | Gina Leonarda Nardino    | Para TV                    |
| 1992      | Uma Equipe Muito Especial      |                          |                            |
| 1991      | Switch (filme de 1991)         | Connie a garota do sonho |                            |
| Televisão |                                |                          |                            |
| Ano       | Título                         | Papel                    | Notas                      |
| 2014      | Madam Secretary                | Elizabeth McCord         | 14 episódios até o momento |
| 1998-1995 | The Naked Truth                | Nora Wilde               | 49 episódios               |
| 1995      | Frasier                        | Sheila                   | 1 episódio                 |
| 1993-1992 | Flying Blind                   | Alicia                   | 22 episódios               |
| 1989      | Santa Barbara                  | Lisa DiNapoli            | Episódio desconhecido      |

## Prêmios e indicações
| Prêmios | Prêmios   | Prêmios                          | Prêmios                          | Prêmios             |
| Ano     | Resultado | Premiação                        | Categoria                        | Título              |
| ------- | --------- | -------------------------------- | -------------------------------- | ------------------- |
| 2006    | Indicada  | TV Land Awards                   |                                  |                     |
| 2001    | Venceu    | Saturn Awards                    | Melhor Atriz                     | Um Homem de Família |
| 2001    | Indicada  | Blockbuster Entertainment Awards | Atriz Favorira - Comédia/Romance | Um Homem de Família |
| 1999    | Indicada  | Blockbuster Entertainment Awards | Atriz Favorita - Sci-Fi          | Impacto Profundo    |